# Zone di protezione speciale della Campania
Le zone di protezione speciale della Campania, individuate in base alla Direttiva Uccelli (Direttiva 2009/147/CE) e appartenenti alla rete Natura 2000, sono 31 e comprendono circa 196 037 ettari di superficie terrestre (pari al 14,34% del territorio regionale) e 24 577 ettari di superficie marina.

## Zone di protezione speciale
| Definizione dell’area                                          | Immagine | Codice Natura 2000 | Note | Sup.  | Coordinate              |
| -------------------------------------------------------------- | -------- | ------------------ | ---- | ----- | ----------------------- |
| Oasi dei Variconi                                              |          | IT8010018          |      | 194   | 41.0206°N 13.931876°E   |
| Matese (area protetta)                                         |          | IT8010026          |      | 25932 | 41.397874°N 14.392992°E |
| Le Mortine                                                     |          | IT8010030          |      | 275   | 41.472031°N 14.098039°E |
| Bosco di Castelvetere in Val Fortore                           |          | IT8020006          |      | 1468  | 41.446389°N 14.922778°E |
| Invaso del Fiume Tammaro                                       |          | IT8020015          |      | 2239  | 41.319904°N 14.723512°E |
| Sorgenti e alta Valle del Fiume Fortore                        |          | IT8020016          |      | 2512  | 41.415768°N 14.9756°E   |
| Cratere di Astroni                                             |          | IT8030007          |      | 253   | 40.844722°N 14.149722°E |
| Fondali marini di Ischia, Procida e Vivara                     |          | IT8030010          |      | 6116  | 40.756944°N 13.9225°E   |
| Fondali marini di Punta Campanella e Capri                     |          | IT8030011          |      | 8491  | 40.603056°N 14.434444°E |
| Isola di Vivara (area protetta)                                |          | IT8030012          |      | 36    | 40.743889°N 13.992778°E |
| Lago d'Averno (area protetta)                                  |          | IT8030014          |      | 125   | 40.838056°N 14.076111°E |
| Punta Campanella                                               |          | IT8030024          |      | 390   | 40.581111°N 14.335°E    |
| Vesuvio e Monte Somma                                          |          | IT8030037          |      | 6251  | 40.822208°N 14.420561°E |
| Corpo centrale e rupi costiere occidentali dell'Isola di Capri |          | IT8030038          |      | 388   | 40.548333°N 14.223889°E |
| Settore e rupi costiere orientali dell'Isola di Capri          |          | IT8030039          |      | 96    | 40.554167°N 14.259167°E |
| Lago di Conza della Campania                                   |          | IT8040007          |      | 1214  | 40.8808°N 15.3358°E     |
| Picentini (area protetta)                                      |          | IT8040021          |      | 63728 | 40.707138°N 14.998002°E |
| Boschi e Sorgenti della Baronia                                |          | IT8040022          |      | 3478  | 41.030508°N 15.238736°E |
| Capo Palinuro (area protetta)                                  |          | IT8050008          |      | 156   | 40.0272°N 15.2811°E     |
| Costiera amalfitana tra Maiori e il Torrente Bonea             |          | IT8050009          |      | 325   | 40.635747°N 14.678791°E |
| Massiccio del Monte Eremita                                    |          | IT8050020          |      | 10570 | 40.730278°N 15.343056°E |
| Medio corso del Fiume Sele - Persano                           |          | IT8050021          |      | 1515  | 40.602337°N 15.135131°E |
| Parco marino di S. Maria di Castellabate                       |          | IT8050036          |      | 5019  | 40.283333°N 14.917778°E |
| Parco marino di Punta degli Infreschi                          |          | IT8050037          |      | 4914  | 39.992222°N 15.373333°E |
| Sorgenti del Vallone delle Ferriere di Amalfi                  |          | IT8050045          |      | 459   | 40.659138°N 14.579889°E |
| Monte Cervati e dintorni                                       |          | IT8050046          |      | 36912 | 40.30992°N 15.454324°E  |
| Costa tra Marina di Camerota e Policastro Bussentino           |          | IT8050047          |      | 3276  | 40.035257°N 15.449202°E |
| Costa tra Punta Tresino e le Ripe Rosse                        |          | IT8050048          |      | 2841  | 40.24625°N 14.946501°E  |
| Monti Soprano, Vesole e Gole del Fiume Calore Salernitano      |          | IT8050053          |      | 5974  | 40.413166°N 15.163232°E |
| Alburni (area protetta)                                        |          | IT8050055          |      | 25368 | 40.511577°N 15.336484°E |
| Fiume Irno (area protetta)                                     |          | IT8050056          |      | 100   | 40.699932°N 14.773901°E |